# Chrysotimus
Chrysotimus är ett släkte av tvåvingar. Chrysotimus ingår i familjen styltflugor.

## Dottertaxa tillChrysotimus, i alfabetisk ordning[1][2]
- Chrysotimus acutatus
- Chrysotimus aereus
- Chrysotimus alacer
- Chrysotimus alipes
- Chrysotimus alumnus
- Chrysotimus ambiguus
- Chrysotimus amoenus
- Chrysotimus ancistrus
- Chrysotimus apicicurvatus
- Chrysotimus arizonicus
- Chrysotimus basiflavus
- Chrysotimus beijingensis
- Chrysotimus bifurcatus
- Chrysotimus bilineatus
- Chrysotimus bispinus
- Chrysotimus blandus
- Chrysotimus calcaneatus
- Chrysotimus chikuni
- Chrysotimus chlorina
- Chrysotimus confraternus
- Chrysotimus curvispinus
- Chrysotimus delicatus
- Chrysotimus dichromatus
- Chrysotimus digitatus
- Chrysotimus digitiforme
- Chrysotimus dorsalis
- Chrysotimus exilis
- Chrysotimus flavicornis
- Chrysotimus flavisetus
- Chrysotimus flaviventris
- Chrysotimus furcatus
- Chrysotimus grandis
- Chrysotimus guangdongensis
- Chrysotimus guangxiensis
- Chrysotimus incisus
- Chrysotimus javanensis
- Chrysotimus lii
- Chrysotimus lijianganus
- Chrysotimus linzhiensis
- Chrysotimus lucens
- Chrysotimus lunulatus
- Chrysotimus luteolus
- Chrysotimus luteopalpus
- Chrysotimus luteus
- Chrysotimus metallicus
- Chrysotimus molliculoides
- Chrysotimus molliculus
- Chrysotimus nepalensis
- Chrysotimus nigrichaetus
- Chrysotimus ningxianus
- Chrysotimus obscurus
- Chrysotimus occidentalis
- Chrysotimus pingbianus
- Chrysotimus pusio
- Chrysotimus repertus
- Chrysotimus sanjiangyuanus
- Chrysotimus schildi
- Chrysotimus scutatus
- Chrysotimus shennongjianus
- Chrysotimus sinensis
- Chrysotimus songshanus
- Chrysotimus spinuliferus
- Chrysotimus sugonjaevi
- Chrysotimus varicoloris
- Chrysotimus viridana
- Chrysotimus xiaohuangshanus
- Chrysotimus xiaolongmensis
- Chrysotimus xuae
- Chrysotimus yunlonganus